# مارغريت فيرير
مارغريت فيرير (من مواليد 10 سبتمبر 1960) سياسية اسكتلندية تعمل كعضو في البرلمان الإسكتلندي (MP) عن  روثرجلين وهاملتون الغربية (Rutherglen and Hamilton West) منذ عام 2019 ، وسابقًا من 2015 إلى 2017. بصفتها مرشحة عن الحزب الوطني الاسكتلندي (SNP) ، تم انتخاب فيرير لأول مرة في مجلس العموم في الانتخابات العامة لعام 2015 ، وخسرت مقعدها لصالح جيد كيلن من حزب العمال الإسكتلندي في الانتخابات العامة لعام 2017 لكنها استعادته بعد ذلك بعامين .
في 1 أكتوبر 2020 ، تم إياف فيرير من قبل البرلمان لخرق قواعد تأمين COVID-19 ؛ ودعتها رئيس الحزب والوزيرة الأولى الاسكتلندية ، نيكولا ستورجيون ، إلى الاستقالة من مقعدها البرلماني، تم القبض عليها في 4 يناير 2021 ووجهت إليها تهمة "انتهاك قيود فيروس كورونا"، واعترفت بالذنب، وحُكم عليها فيما بعد بخدمة المجتمع.

## السرة الذاتية

### الميلاد والنشأة
وُلدت فيريير في 10 سبتمبر 1960  ونشأ في منطقة كينغز بارك في غلاسكو ، حيث التحقت بمدرسة هوليرود الثانوية، بعد أن عاشت مع عائلتها في مايوركا لمدة عامين ، انتقلت إلى روثرجلين من عام 1972 إلى عام 1990 ثم أقامت في دارنلي، حيث انضمت إلى فرع الحزب الوطني الاسكتلندي في روثرجلين عام 2011 وكانت في شبابها عضوًا في حزب العمال الاسكتلندي.
قبل انتخابها لعضوية البرلمان ، كانت تعمل كمشرفة مبيعات تجارية في شركة إنشاءات صناعية في مذرويل.

### خرق لوائح كوفيد-19
في 1 أكتوبر 2020 ، أصدرت مارجريت فيرير بيانًا عامًا تعتذر فيه عن إنتهكها للوائح الخاصة بكوفيد-19  وقالت أنها قبل خمسة أيام ، لاحظت أعراض فايروس كورونا لأول مرة وأجرت اختبارًا ، ثم زارت صالة رياضية وصالون تجميل ومتجرًا لبيع الهدايا. واستقلت مارجريت فيرير قطارًا من اسكتلندا إلى لندن ، في 28 سبتمبر وأثناء انتظار النتائج تحدثت في مناظرة برلمانية في ذلك المساء. تلقت نتيجة اختبار إيجابية في ذلك اليوم وعادت إلى اسكتلندا، وفي صباح اليوم التالي ذهبت مرة أخرى بالقطار، تم تعليق مارجريت فيرير في الحزب الوطني الاسكتلندي ، وأحالت نفسها إلى الشرطة واللجنة النيابية في البرلمان.
في 4 يناير 2021 ، ألقي القبض علىها ووجهت إليه تهمة " خرق اللوائح الخاصة بفايروس كورونا ". في 3 فبراير 2021 مثلت في محكمة غلاسكو. لم يتم تقديم أي نداء أو إعلان وتم الإفراج عنها بكفالة، أقرت بالذنب في التهمة في 18 أغسطس، وفي 13 سبتمبر حُكم عليها بـ 270 ساعة من خدمة المجتمع، في 30 مارس 2023 ، أوصت لجنة المعايير في مجلس العموم بإيقافها عن عضوية البرلمان لمدة 30 يومًا.